# Owady i pajęczaki
Owady i pajęczaki – polski dwutygodnik, wydawany od 2007 roku, przez wydawnictwo De Agostini Polska.

## Spis numerów
| Numer | Okaz                                 | Inny dodatek        |
| ----- | ------------------------------------ | ------------------- |
| 1     | Skorpion złoty                       | Brak                |
| 2     | Ptasznik australijski                | Klaser na 14 okazów |
| 3     | Skorpion olbrzymi                    | Brak                |
| 4     | Chrząszcz z rodziny kruszczycowatych | Brak                |
| 5     | Szerszeń                             | Brak                |
| 6     | Skolopendra olbrzymia                | Brak                |
| 7     | Lycorma delitacula                   | Brak                |
| 8     | Chrząszcz z rodziny ryjkowcowatych   | Brak                |
| 9     | Szarańcza wędrowna                   | Brak                |
| 10    | Japoński rohatyniec dwurożny         | Brak                |
| 11    | Pająk z rodziny krzyżakowatych       | Brak                |
| 12    | Pluskwiak różnoskrzydły              | Brak                |
| 13    | Chrząszcz z rodziny jelonkowatych    | Brak                |
| 14    | Świerszcz azjatycki                  | Klaser na 12 okazów |
| 15    | Tropikalna kruszczuca dwurożna       | Brak                |
| 16    | Cykada                               | Brak                |
| 17    | Chrząszcz z rodziny majkowatych      | Brak                |
| 18    | Chrząszcz z rodziny kałużnicowatych  | Brak                |